# Yle
Yleisradio Oy (Yle; szw. Rundradion Ab, dosłownie Generalne Radio) – fiński publiczny nadawca radiowo-telewizyjny istniejący od 1926 roku. Nadaje 5 kanałów telewizyjnych oraz 38 radiowych (w tym 25 regionalnych) w pięciu językach: fińskim, szwedzkim, lapońskim, angielskim i łacińskim. Zwłaszcza ten ostatni język wyróżnia ofertę Yle na tle innych europejskich mediów. Yle było organizatorem Konkursu Piosenki Eurowizji 2007.

## Stacje telewizyjne
| Logo | Kanał i opis |
| ---- | --- |
|      | Yle TV1 jest najstarszym i sztandarowym kanałem telewizyjnym Yle. Służy jako główne źródło wiadomości, aktualności i dziennikarstwa faktograficznego dla Yle, a także jest wykorzystywane do nadawania wielu programów dokumentalnych, dramatycznych, kulturalnych i edukacyjnych. Jego program obejmuje również satyryczne programy rozrywkowe, kino i programy produkcji brytyjskiej. Siedziba znajduje się w Helsinkach. |
|      | Yle TV2 jest głównym kanałem nadawczym programów sportowych oraz audycji dla dzieci i młodzieży. Kanał jest również używany do nadawania programów teatralnych, rozrywkowych i faktograficznych. W publikacjach dotyczących spraw bieżących nacisk kładziony jest na kwestie krajowe, treści regionalne i dziennikarstwo obywatelskie. TV2 corocznie przeprowadza transmisje Konkursu Piosenki Eurowizji w Finlandii. Siedziba znajduje się w Tampere. |
|      | Yle Teema & Fem jest połączeniem wcześniej oddzielnych kanałów Teema i Fem. Kanał jest poświęcony kulturze, edukacji i nauce. Skupia się na nagraniach sztuk performatywnych, muzyce klasycznej, dokumentach o sztuce i historii, filmach i programach tematycznych. Kanał nadaje również kanał w języku szwedzkim, nadający wiadomości, programy informacyjne i dla dzieci oraz rozrywkę. Pokazuje również wiele skandynawskich filmów i seriali oraz serię Ođđasat w języku saamskim. Fińskie napisy są dostępne dla większości programów, można je włączyć za pomocą cyfrowego dekodera. Poza godzinami największej oglądalności Teema & Fem pokazuje wybrane programy z Sveriges Television, szwedzkiej telewizji publicznej. |
|      | TV Finland to cyfrowy kanał satelitarny emitujący programy Yle w Szwecji. |

## Stacje radiowe
- Yle Radio 1 – kultura, publicystyka, aktualności, muzyka poważna (koncerty Fińskiej Symfonicznej Orkiestry Radiowej), jazz, muzyka folkowa, world music,
- YleX – dla grupy docelowej w wieku 17–27 lat, muzyka pop i rock,
- Yle Radio Suomi – informacje, sport i rozrywka; program tworzony przez 20 regionalnych ośrodków Yle,
- Yle X3M – szwedzkojęzyczne radio dla młodzieży: aktualności, kultura popularna, pop i rock,
- Yle Radio Vega – szwedzkojęzyczne radio: aktualności, kultura, adult pop, jazz, muzyka poważna,
- Yle Sámi Radio – lapońskojęzyczne radio nadawane w Laponii, przy współpracy z telewizją szwedzką i norweskim NRK,
- Yle Puhe – początkowo Yle Radio Peili: aktualności, publicystyka z programów radiowych i telewizyjnych należących do Yle, klasyczny jazz; dostępne także poprzez telewizję cyfrową i na falach MW.

Stacje cyfrowe (DAB, DVB)
- Ylen Klassinen – 24-godzinny serwis z muzyką poważną, dostępny także poprzez telewizję cyfrową.

Stacje internetowe
- Yle Mondo – zewnętrzny serwis Yle nadawany w języku fińskim, szwedzkim, angielskim oraz rosyjskim na falach SW i MW, satelicie i przez Internet.